# جیانی برونو
جیانی برونو (انگلیسی: Gianni Bruno؛ زادهٔ ۱۹ اوت ۱۹۹۱) بازیکن فوتبال اهل بلژیک است.
از باشگاه‌هایی که در آن بازی کرده‌است می‌توان به باشگاه فوتبال خنت، باشگاه فوتبال کریلیا سووتوف سامارا، باشگاه فوتبال باستیا، باشگاه فوتبال لیل، باشگاه فوتبال سرکل بروژ، باشگاه فوتبال زولته وارخم، و باشگاه فوتبال لوریان اشاره کرد.
وی همچنین در تیم‌های ملی فوتبال زیر ۱۷ سال بلژیک، تیم ملی فوتبال زیر ۱۹ سال بلژیک، و زیر ۲۱ سال بلژیک بازی کرده‌است.